# Gulnara Gabelia
Gulnara Veronica Gabelia (Senak'i, 30 maggio 1985) è una calciatrice georgiana, attaccante del BIIK Kazygurt e della nazionale georgiana.
Nata in un piccolo paese dell'allora Repubblica Socialista Sovietica Georgiana, parte dell'Unione Sovietica fino alla sua dissoluzione del 1991, dal 2014 il Kazakistan le ha concesso la sua cittadinanza per meriti sportivi.

## Carriera

### Club
Dopo aver militato nel campionato georgiano femminile di calcio, vestendo la maglia del Norchi Dinamoeli di Tbilisi, Gulnara Gabelia nel 2009 coglie l'occasione offertale dal BIIK Kazygurt per giocare nel campionato kazako. Con la squadra di Şımkent vince quattro campionati nazionali, avendo così l'opportunità di rappresentare il Kazakistan nella UEFA Women's Champions League in altrettante occasioni.

### Nazionale
Nel 2009 Gabelia viene selezionata dalla federazione calcistica della Georgia (GFF) per vestire la maglia della nazionale georgiana con la quale partecipa alle qualificazioni all'edizione 2013 e 2017 del campionato europeo di categoria.

## Palmarès
- Campionato kazako femminile: 8

BIIK Kazygurt: 2013, 2014, 2015, 2016, 2017, 2018, 2019, 2020
- Coppa del Kazakistan femminile: 11

BIIK Kazygurt: 2010, 2011, 2012, 2013, 2014, 2015, 2016, 2017, 2018, 2019, 2020
- Supercoppa del Kazakistan femminile: 1

BIIK Kazygurt: 2013